# Oleksandr Prevar
Oleksandr Prevar (Oekraïens: Олександр Превар) (Vinnytsja, 28 juni 1990) is een Oekraïens wielrenner.

## Carrière
In 2016 behaalde Prevar zijn eerste UCI-overwinning door de Odessa GP op zijn naam te schrijven. In deze Oekraïense eendagskoers versloeg hij zijn ploeggenoot Vitali Boets in een sprint-à-deux. Nadien behaalde hij nog drie overwinningen in zijn carrière en tweemaal een bergklassement. In 2024 stopte hij als professioneel wielrenner waarna hij aan de slag ging als ploegleider.

## Overwinningen
2016
Odessa GP
2017
Horizon Park Classic
2018
2e etappe Ronde van Szeklerland
Bergklassement Ronde van Szeklerland
2019
Bergklassement Ronde van de Zwarte Zee
2022
Grand Prix Yahyalı

## Resultaten in voornaamste wedstrijden
|      | \| Jaar \| \| WK op de weg \| \| ---- \| \| ------------ \| \| 2021 \| \| opgave \| |              |
| Jaar |                                                                                     | WK op de weg |
| 2021 |                                                                                     | opgave       |

## Ploegen
- 2010 –  Kolss Cycling Team
- 2011 –  Kolss Cycling Team
- 2012 –  Kolss Cycling Team
- 2013 –  Kolss Cycling Team
- 2014 –  Kolss Cycling Team
- 2015 –  Kolss-BDC Team
- 2016 –  Kolss-BDC Team
- 2017 –  Kolss Cycling Team
- 2018 –  Team Novak
- 2019 –  Kyiv Capital Team (vanaf 27-7)
- 2020 –  Yunnan Lvshan Landscape
- 2021 –  Lviv Continental Cycling Team
- 2022 –  Spor Toto Cycling Team
- 2023 –  SCOM-Taishantiyu Team
- 2024 –  Huansheng-SCOM-Taishan Sport Cycling Team

Balázsi · Bartha · Bratasjtsjoek · László · Novak · Prevar · Sebestyén · Szabó · Szilágyi · Tanovitchii